# Université de King's College

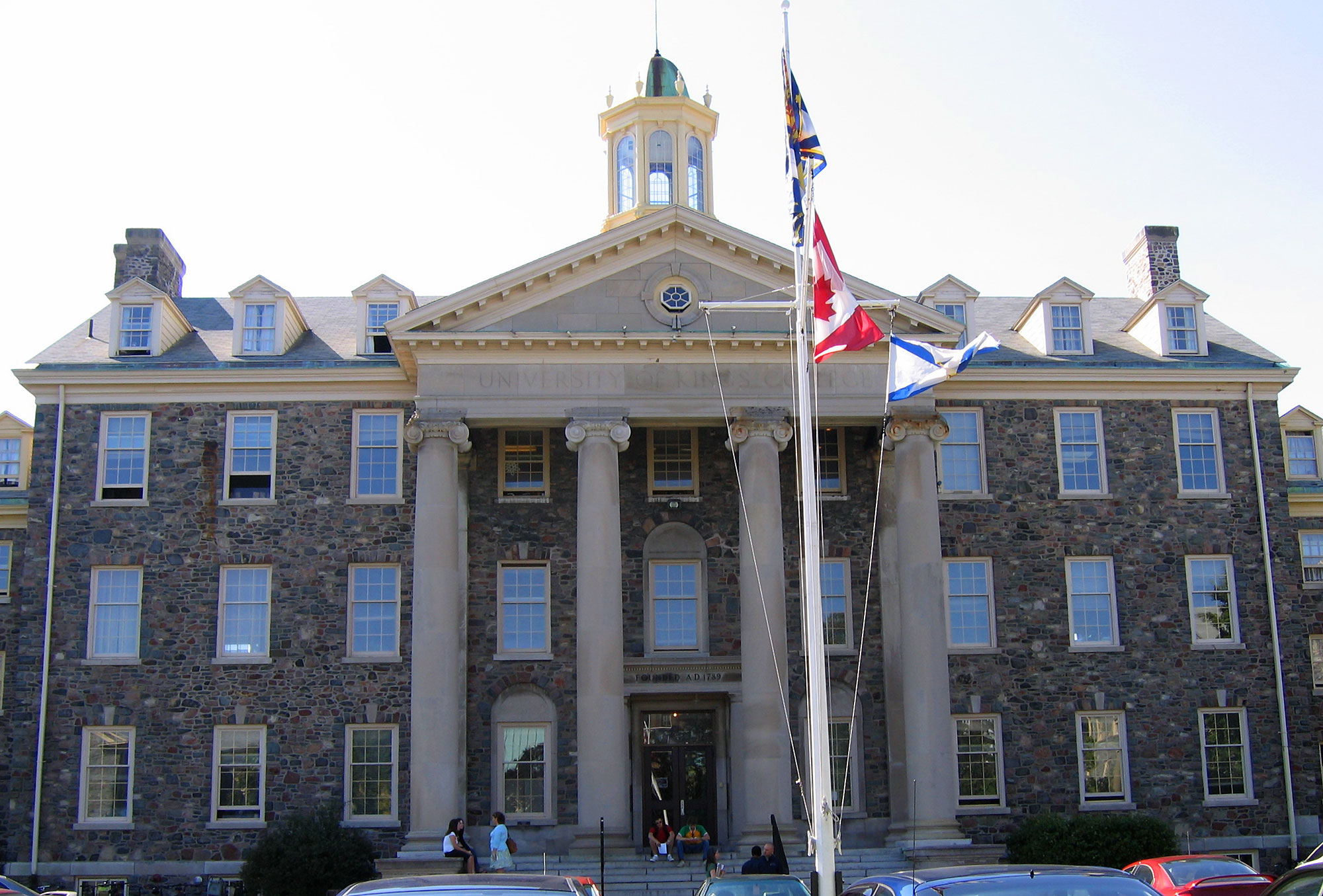
Entrée de l'université

L'Université de King's College est un établissement d'enseignement postsecondaire à Halifax, Nouvelle-Écosse, Canada. King's est dépendant de l'Université Dalhousie pour certains programmes et dont son campus qui est situé à l'angle nord-ouest de la Dalhousie Studley Campus. En 2011, son président est William Barker, dont le second mandat a été renouvelé jusqu'en 2013.